# فج عطان (صنعاء)

تعديل مصدري - تعديل

حي فج عطان أحد أحياء مديرية السبعين في مدينة صنعاء اليمنية، بلغ عدد سكانه 13156 نسمة عام 2004.

## الحارات
| الحارة         | عدد المساكن | عدد الأسر | الذكور | الأناث | الإجمالي |
| -------------- | ----------- | --------- | ------ | ------ | -------- |
| حارة الخليل    | 543         | 517       | 2025   | 1539   | 3564     |
| حارة الغولة    | 511         | 482       | 1831   | 1424   | 3255     |
| حارة البر      | 382         | 351       | 1185   | 733    | 1918     |
| حارة ابن سيناء | 867         | 777       | 2489   | 1930   | 4419     |
| الإجمالي       | 2303        | 2127      | 7530   | 5626   | 13156    |

## تاريخ

### 2015

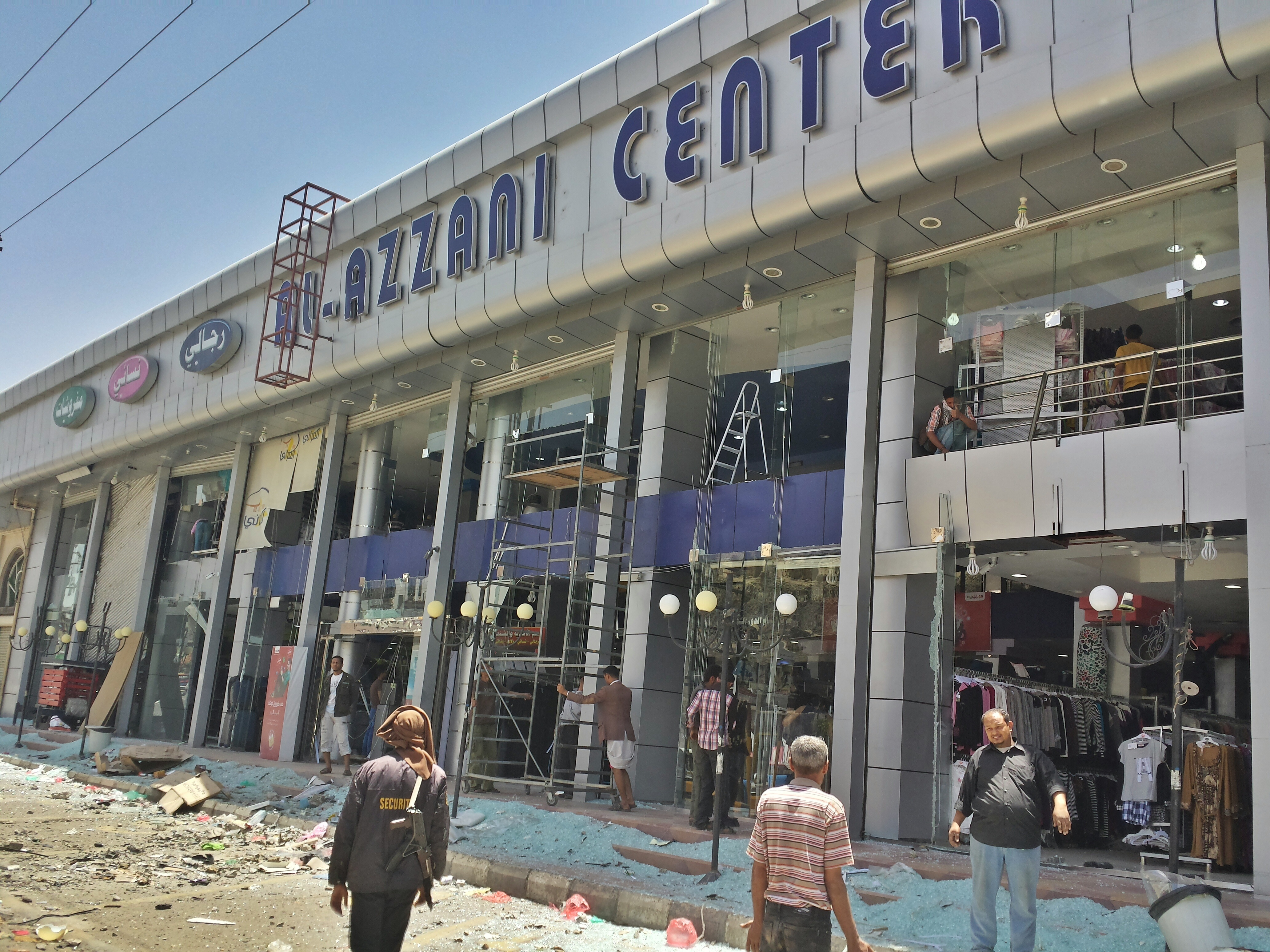
مركز تجاري بالقرب من جبل فج عطان الذي تعرض لضربة جوية من طائرات حربية.

في ظهيرة يوم الاثنين 20 أبريل 2015، استهدفت غارة جوية معسكرات الصواريخ في جبل فج عطان،  أسفرت عن مقتل 90 شخصاً على الأقل، وسقوط أكثر من 398 جريح في حي فج عطان والمناطق المجاورة له، أصيب معظمهم بسبب شضايا الانفجار وتحطم اجزاء من المباني عليهم،  ونزحت عشرات الأسر من محيط الجبل ومن حي فج عطان بعد الانفجار الناتج عن الغارة الجوية.
تضررت المباني في الأحياء المحيطة بموقع الانفجار لأضرار بالغة، وتدمرت السيارات في الشوارع على بعد 6 كيلو متر من موقع الانفجار، وهُشمت واجهات المحلات التجارية الزجاجية. وأندلعت النيران في محطة بنزين مجاورة لموقع الانفجار وتضررت مئات السيارات التي كانت في طابور بإنتظار توفُر مادتي البنزين والديزل. ودمر القصف مبنى قناة اليمن اليوم الواقع في فج عطان، وتوقف بثها.